# Franklin Dickey
Franklin Miller Dickey (* 19. April 1921 in Milwaukee) ist ein amerikanischer Anglist.
Dickey war Professor am Department of English der University of New Mexico und Mitglied der Shakespeare Association of America. Mit Not wisely but too well: Shakespeare's love tragedies veröffentlichte er 1957 einen Klassiker der Shakespeareforschung.